# Herbert Marcuse

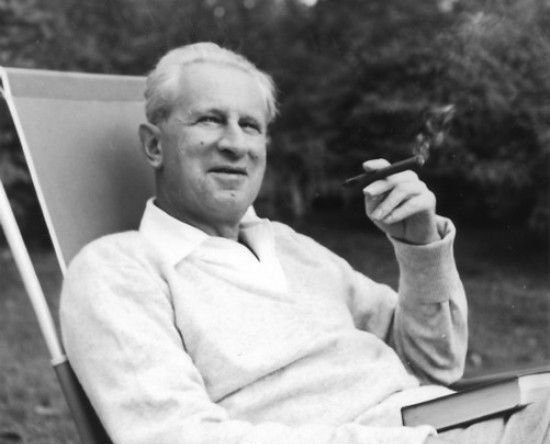
Herbert Marcuse in Newton, Massachusetts (1955)

Herbert Marcuse (Berlijn, 19 juli 1898 – Starnberg, 29 juli 1979) was een vooraanstaande Duits-Amerikaanse filosoof en socioloog, die door zijn kritische, op verandering gerichte maatschappijvisie vooral in de jaren 1960 veel bekendheid kreeg. Hij behoorde tot de Frankfurter Schule. Marcuse is beroemd geworden door het begrip repressieve tolerantie, dat wil zeggen dat onder het mom van vrijheid er sprake van onderdrukking kan zijn. Zijn boek One-dimensional Man kreeg wereldfaam vanwege zijn kritiek op het kapitalistische systeem en het lege consumentisme.
Hij gold als de geestelijke vader van het studentenprotest uit de jaren 60.

## Biografie
Herbert Marcuse werd  geboren in een rijk Joods gezin en diende tijdens de Eerste Wereldoorlog in het Duitse leger als paardenverzorger. Hij studeerde filosofie, literatuur en economie in Berlijn en Freiburg. Zijn promotie ging over de ‘kunstenaarsroman’ (zie Künstlerroman). Nadat hij ook bij Husserl en Heidegger had gestudeerd, schreef hij zijn habilitatie over Hegel. Deze werd door Heidegger echter tegengewerkt.
Op aanbeveling van Adorno kwam hij terecht bij het Institut für Sozialforschung, dat later bekend zou worden als de Frankfurter Schule. Eerst in Zwitserland, vanaf 1934 in de Verenigde Staten, werkte hij samen met andere filosofen aan de ontwikkeling van een kritische maatschappijtheorie.
In 1940 werd hij genaturaliseerd tot Amerikaans staatsburger. Tijdens de Tweede Wereldoorlog werkte hij voor de Office of Strategic Services, de Amerikaanse voorloper van de CIA, en analyseerde hij inlichtingenrapporten over Duitsland (1942-1951).
In 1952 begon hij een carrière als politiek theoreticus. Eerst aan de Columbia Universiteit, daarna doceerde hij aan Harvard. Vervolgens was hij werkzaam bij de Brandeis Universiteit (1958-1965), waar hij professor was in filosofie en politiek, en ten slotte (reeds op pensioenleeftijd) aan de Universiteit van Californië in San Diego.
Hoewel hij tijdens zijn hele leven nooit meer naar Duitsland terugkeerde om er te wonen, werd hij een van de belangrijke theoretici van de Frankfurter Schule, samen met Max Horkheimer en Theodor Adorno. In de naoorlogse periode behoorde hij duidelijk tot de linkse tak van de Frankfurtse School en hij typeerde zichzelf als neo-marxist en socialist. Evenals andere neo-marxisten probeerde hij op basis van een hernieuwde analyse van Marx te komen tot een nieuwe, kritische maatschappijtheorie en zo diens denkbeelden uit de negentiende eeuw toe te passen op hedendaagse verhoudingen.

## De eendimensionale mens
In 1964 publiceerde Marcuse het boek, waarmee  hij wereldfaam zou verwerven: One-dimensional Man. Dit boek werd een cult-boek in de studentenbeweging, wat betekende dat het veel werd genoemd, weinig gelezen en nog minder begrepen. Desondanks had het grote invloed, want wat wel overkwam was het evocerende van Marcuse, dat we leven in 'een gesloten wereld van burgerlijkheid, gebrek aan sensualiteit, milieuverontreiniging, imperialisme, oorlogen en oorlogsdreigingen'.'
Marcuse gaf woorden aan de ontevreden, hoogopgeleide jonge mensen en hun rebellie tegen de technologie. Volgens hem reduceerde het kapitalisme burgers tot louter consumenten. 'De eendimensionale mens kan zich alleen de werkelijkheid voorstellen, zoals die nu is en hij is niet bereid  om naar verandering te streven.'
Bij tweedimensionaliteit komt de kritische splijting tussen wat bestaat en wat mogelijk is in termen van een betere en menswaardiger wereld pas echt aan de orde. In de woorden van een geestverwant van Marcuse, Ernst Bloch, klinkt dat zo: 'Was da ist, darf nicht wahr sein.'
Marx, Mao en Marcuse. Deze drie namen werden in de jaren 1960 vaak in een rits achter elkaar uitgeroepen of op de muren gekalkt door rebellerende studenten. De drie 'M’s' golden als de belangrijkste ideologen achter het studentenprotest. Met De eendimensionale mens leverde Marcuse de brandstof om gezamenlijk op te trekken tegen wat zij beschouwden als 'de letterlijk geestdodende maatschappelijke structuur'. Toch zou het niet terecht zijn Marcuse rechtstreeks in het verlengde te zien van Marx en Mao, want hij was geen communist. In 1958 publiceerde hij immers een boek waarin hij vanuit een kritisch neomarxistisch standpunt het falen van het Sovjet-communisme scherp analyseerde.
Tijdens een redevoering bij een bijeenkomst voor Bevrijding van de welvaartsmaatschappij in 1967 hield  Marcuse zijn publiek voor dat de filosofie en de politiek niet van elkaar te scheiden zijn. En dat alleen dialectiek leidt tot bevrijding van lichaam en geest en ontworstelling aan het 'onwaardige, repressieve systeem'. Hij onderkende dat de welvaartsmaatschappij aan de buitenkant een goed werkend systeem leek, maar hij wilde de massa die het materieel goed had toch leiden naar 'een overgang van vrijwillige slaafsheid naar een opstand tegen de onderdrukking, manipulatie en indoctrinatie'. Buitenparlementaire oppositie, zoals milieuorganisaties, mensenrechtenactivisten, kunstenaars, studenten, vakbonden, onderdrukte minderheden en anarchistische schrijvers, zag hij als enige mogelijkheid om de ideologische onderdrukking te doorbreken.
Ooit werden, zo gaat het verhaal, voor lezingen van Marcuse op de zwarte markt kaartjes verkocht. Zo beroemd was hij destijds bij de tegencultuur en even berucht bij de gevestigde orde. Vele progressieve geleerden en activisten werden door hem beïnvloed, bijvoorbeeld Angela Davis, Rudi Dutschke, en Abbie Hoffman.
Door zijn deelname aan de studentenprotesten, werd Marcuse spoedig bekend als 'de vader van Nieuw Links', een term die hij zelf afwees. Maar zijn werk had aanzienlijke invloed op het maatschappelijke debat. De term repressieve tolerantie is afkomstig uit het gelijknamige essay van Marcuse uit 1965.

## Herziening marxisme
Marcuse zocht naar een nieuwe invulling van het begrip marxisme. In navolging van Marx stelde hij zich een maatschappij voor met meer kwaliteit van leven. Arbeid zou niet meer de voorwaarde moeten zijn voor het verdienen van geld en om als mens waardevol te zijn. In de denkwereld van Marx bestond het individu niet, maar hij zag alleen het proletariaat als geheel. Maar in de hedendaagse westerse wereld viel, volgens Marcuse, de term 'proletariër' niet meer te gebruiken. Wel noemde hij de arbeiders nog steeds 'ingekapseld' en gemanipuleerd door de heersende klasse.
Nieuw Links had de neiging zich, door woordgebruik en ideeën, elitair op te stellen. Marcuse verzette zich hiertegen. Naar zijn mening isoleerde men zich hierdoor van de arbeiders, die zich ook minachtend over Nieuw Links uitlieten. Hij onderkende de tekortkomingen van het marxisme, maar bepaalde dogmata bleven voor hem geldig, zoals de concentratie van economische macht en haar verwevenheid met de politieke macht, het najagen van winstmaximalisatie en een nieuw soort imperialisme om wereldwijd markten te veroveren.

## Vervreemding
Een ander terugkerend begrip bij Marcuse is de vervreemding. De eendimensionale mens is euforisch in het ongeluk. Hij is zo aan zijn vervreemding vastgeklonken dat hij nauwelijks nog in staat is zijn nieuwe omgeving kritisch te bezien. Hij is zelfs, betoogt Marcuse, bereid aan zijn eigen 'repressie' mee te werken.
Hij is van zichzelf vervreemd, doordat niet tegemoet wordt gekomen aan zijn wezenlijke behoefte aan zelfontplooiing, aan het dragen van verantwoordelijkheid, aan vrijheid. Hij geniet een zekere welvaart, doch de prijs die hij daarvoor betaalt is dat hij de slaaf is van een technisch en economisch systeem dat in dienst staat van de gevestigde belangen, met name die van de grote ondernemingen.

## Eros en cultuur
Marcuses eerste spraakmakend boek was Eros en cultuur uit 1955, een synthese van Marx en Freud. Hij neemt hierin stelling tegen de visie van Sigmund Freud dat de beschaving berust op de blijvende onderdrukking van de menselijke driften. Volgens de vader van de psychoanalyse is geen geordende samenleving mogelijk zonder onderwerping van het libido.
Maar in Eros en cultuur plaatst Marcuse Freuds beschavingstheorie in de traditie van de westerse wijsbegeerte en laat hij zien hoe de onderdrukking van levensdriften in de hedendaagse samenleving gepaard gaat met het vrijkomen van destructieve krachten.

## Terugblik
De verdienste van het marxisme lag, volgens Marcuse, in het heel vroegtijdig herkennen van de gevaren van het fascisme. Hoewel Nieuw Links elitair was, in zijn visie, diende die beweging als een katalysator; een groep denkers die dankzij hun opleiding en intellect ideeën voor een rechtvaardiger samenleving konden formuleren. 'Een deel van onze groep schoot tekort door het onrealistische taalgebruik en strategie. Dat dateert uit de tijd dat we midden in een revolutie zaten en niet in een welvaartsmaatschappij. Marxisme was voor hen meer een fetisj dan een historisch-dialectisch complex.'
Terugkijkend vroeg Marcuse zich af wat er mis was gegaan met de westerse beschaving. Hij zag de voortschrijdende technologie, maar tegelijkertijd de ontmenselijking en de wreedheid. Progressie en repressie volgen elkaar op. Hij toonde zich teleurgesteld in de werkelijke macht van de arbeidersklasse.
Na een leven lang enigszins in de anonimiteit academisch werk te hebben verricht, werd Marcuse op 70-jarige leeftijd een soort van popster voor de jongeren uit de jaren 60. Hij vond het  plezierig, maar niet verdiend. 'Ik kreeg alleen maar meer aandacht, omdat die andere belangrijke denkers nog dommer waren dan ikzelf.'